# Херман фон Врангел
Херман фон Врангел (на шведски: Herman Wrangel; на немски: Hermann von Wrangel; * 29 юни 1587, Естония; † 11 декември 1643, Рига) е шведски фелдмаршал и генерал-губернатор на Ливония.

## Биография
Херман фон Врангел е от балтийския благороднически род Врангел. Той е син на Ханс Врангел († 1593), съветник и шведски ритмайстер в Естония, и съпругата му Барбара Анреп († 1628).
През 1612 г. Херман е командант на крепостта Ивангород, а от 1616 г. командант в дворец Калмар. През 1621 г. е издигнат на фелдмаршал.
През 1623 г. той е щатхалтер в Калмар. През 1627 г. крал Густав II Адолф го прави губернатор на Елбинг. През 1630 г. той е имперски съветник и 1632 г. губернатор на Прусия.
На 6 април 1638 г. шведското правителство го вика обратно в Швеция, синът му Карл Густав, който го придружава като полковник, става генерал-майор и взема неговото място. Херман фон Врангел отива в своя дворец Скоклостер.
През 1643 г. той става генерал-губернатор на Ливония. На 3 септември той отива в Рига и умира през декември същата година. Погребан е в гробна капела на църквата Скоклостер.

## Фамилия
Първи брак: на 1 декември 1612 г. с фрайин Магарета фон Грип (1586 – 1624), дъщеря на имперския съветник Мориц Биргерсон фон Грип и графиня Едла Лайиженхуфвнд и роднина с шведската кралска фамилия. Те имат децата:
- Карл Густав (1613 – 1676), шведски генерал, ∞ 1640 графиня Анна Маргарета фон Хаугвиц (1622 – 1673)
- Йохан Мориц (1616 – 1665), шведски генерал

∞ 28 март 1638 Анна Баат († 1646)
∞ 26 юни 1652 Цатарина Лайижонхуфвуд (1628 – 1658)
∞ 24 февруари 1660 Беата фон Кагг (* 1638 – ?)
Втори брак: с Катарина фон Гилденстиерна (1610 – 1629), дъщеря на Карл Ериксон фон Гилденстиерна (1586 – 1621) и Анна фон Рибинг (1576 – 1628). Те имат един син:
- Адолф Херман (1628 – 1656), полковник ∞ Елизабет фон Розен

Трети брак: на 28 април 1636 г. в Щетин с графиня Амалия Магдалена фон Насау-Зиген (* 2 септември 1613, Зиген; † 24 август 1669, Зулцбах), дъщеря на граф Йохан VII фон Насау-Зиген и втората му съпруга Марагрета фон Шлезвиг-Холщайн-Зондербург-Пльон. Те имат децата:
- Хайнрих Вилхелм (1638 – 1643)
- Мария Кристиана (1638 – 1691), ∞ 1657 Курт Кристоф фон Кьонигсмарк (1634 – 1673)
- Йохан Фридрих (1640 – 1662)
- Волмар Херман (1641 – 1675), генерал-лейтенант на кавалерията, дворцов съветник, ∞ 22 февруари 1665 Кристиана фон Вазаборг (1644 – 1689)
- Хайнрих Вилхелм (1643 – 1673), ритмайстор
- Магарета Барбара (1642–сл. 1707)
- Елизабет Доротея (1644 – ?), ∞ Ото фон Шайдинген (1637 – 1714)

Вдовицата му Амалия Магдалена фон Насау-Зиген се омъжва втори път на 3 април 1649 в Стокхолм за херцог Кристиан Август фон Зулцбах (1622 – 1708).

## Галерия
- Херман фон Врангел
- 1. съпруга: Магарета фрайин фон Грип (1586 – 1624)
- 2. съпруга: Катарина фон Гилденстиерна (1610 – 1629)
- Дворец Скоклостер, Швеция